# Isla Melchor
L'isla Melchor è un'isola dell'arcipelago dei Chonos nell'oceano Pacifico. Si trova nel Cile meridionale, appartiene alla regione di Aysén e alla provincia di Aisén; è amministrata dal comune di Aisén.

## Geografia
L'isola si trova nella parte centrale dell'arcipelago. Con un'altezza massima di 1127 m, ha una superficie di 863,5. Misura circa 22 miglia di lunghezza (est-ovest) per 16 di larghezza (nord-sud). Sul lato nord, il canale Ninualac la separa dalle isole James e Teresa, a est si affaccia sul canale Moraleda, sul lato sud, il canale Carrera del Chivato la separa dall'isola Victoria e al suo lato ovest si trova l'isola Kent. Un profondo fiordo, il fiordo Melchor, la attraversa da sud a nord nella sua parte occidentale.